# ضدمصرف‌گرایی

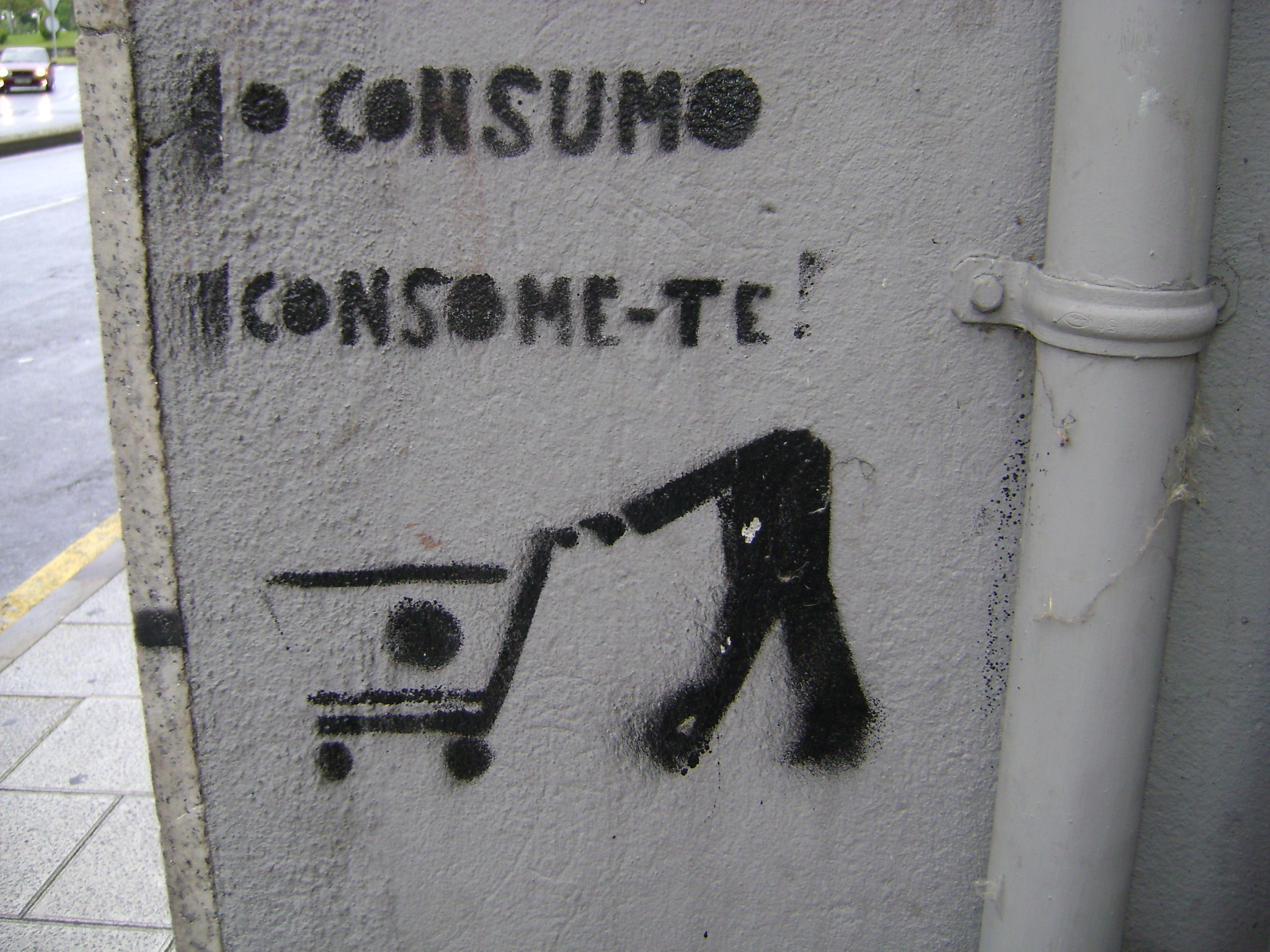
دیوارنویسی استنسیل ضدمصرف‌گرا که می‌گوید «مصرف تو را مصرف می‌کند»

ضدمصرف‌گرایی یک ایدئولوژی اجتماعی سیاسی است که در مقابل مصرف‌گرایی، خرید و مصرف پایدار دارایی‌های مادی است. ضدمصرف‌گرایی به اقدامات خصوصی شرکت‌های تجاری در پیگیری اهداف مالی و اقتصادی به بهای هزینه‌های رفاه عمومی، به‌ویژه دربارهٔ مسائل حفاظت محیط زیست، قشربندی اجتماعی و اخلاق در اداره یک جامعه مربوط می‌شود. در سیاست، ضدمصرف‌گرایی با فعالیت‌های زیست‌محیطی، ضدجهانی‌سازی و فعالیت‌های حقوق جانوران همپوشانی دارد. افزودن بر این، یک گونه مفهومی از ضدمصرف‌گرایی، پسامصرف‌گرایی است که به شیوه‌ای مادی زندگی می‌کند که فراتر از مصرف‌گرایی است.